# Korpssammelplatz

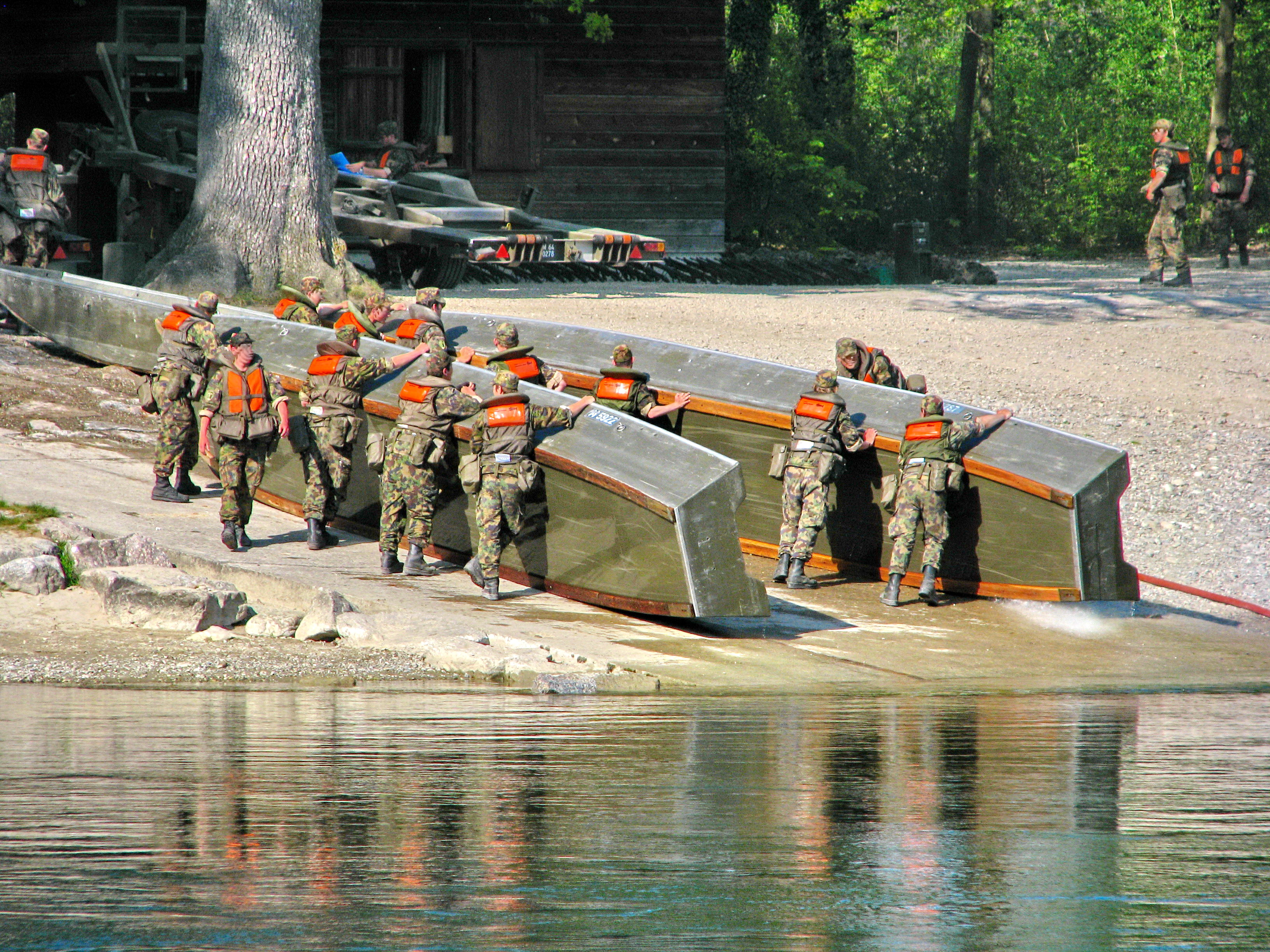
Pontoniere der Schweizer Armee an der Aare bei Brugg

Ein Korpssammelplatz (Abk.: KSpl) ist bei der Schweizer Armee der Ort, an dem sich militärische Einheiten bei der Mobilmachung zusammenzufinden haben.

## Geschichte
Ein historisch bekannter Korpssammelplatz der gleichzeitig Waffenplatz und Übungsort für Genietruppen war, entstand 1877 in Wangen an der Aare. Bis heute üben dort die Pontoniere an der Aare.

## Bekannte Orte mit Korpssammelplätzen
- Langnau im Emmental[3]
- Luzern[4]
- Schaffhausen[5]
- Wangen an der Aare[2]